# Emeryopone franzi
Emeryopone franzi är en myrart som först beskrevs av Baroni Urbani 1975.  Emeryopone franzi ingår i släktet Emeryopone och familjen myror. Inga underarter finns listade i Catalogue of Life.